# NFPA 921
NFPA 921 so navodila za protipožarne in protieksplozijske preiskave. Je nacionalni požarni zakonik državne požarne zveze (NFPA). Njegov namen je, da se določijo smernice in priporočila za varno in sistematično preiskavo ali analizo požara in eksplozijskih incidentov. Seznanjenost z NFPA 921 je nacionalno združenje za požarno preiskovanje in Mednarodno združenje za požare. 
NFPA 921 predstavlja veliko informacij, ki jih morajo poklicni gasilci in preiskovalci vedeti.
Čeprav se ne bo uporabljalo vsako priporočilo NFPA 921 za vsak posamezen požar oziroma eksplozijsko preiskavo, sam dokument govori, če požarni preiskovalec ne uporablja nekaterih navodil oz. odsekov v preiskavi, kjer so v NFPA 921 predpisani, mora preiskovalec biti pripravljen utemeljiti izključitev le teh.